# Mount Novak
Mount Novak ist ein etwa 1400 m hoher Berg im ostantarktischen Viktorialand. Er ragt 1,1 km südlich des Mount Leland in der Cruzen Range auf.
Das Advisory Committee on Antarctic Names benannte ihn 2005 nach Giles Novak von der Fakultät für Physik und Astronomy der Northwestern University in Evanston, der von 1992 bis 2004 zur astrophysikalischen Mannschaft des United States Antarctic Program auf der Amundsen-Scott-Südpolstation gehörte.